# Karosa B 732
Karosa B 732 – model trzydrzwiowego autobusu podmiejskiego i miejskiego, który był produkowany przez firmę Karosa Vysoké Mýto w latach 1983–1997.

## Konstrukcja
Autobus B 732 pod względem konstrukcyjnym właściwie nie różni się od Karosy B 731. Jest to autobus dwuosiowy z kanciastym, półsamonośnym nadwoziem panelowym. Silnik znajduje się za tylną osią. Po prawej stronie umieszczono troje. Siedzenia rozmieszczono w układzie 1+2, nad osiami 2+2. Jedyną zmianą w porównaniu z typem B 731 jest ręczna skrzynia biegów zamiast automatycznej.

## Produkcja i eksploatacja
Pierwsze pięć egzemplarzy B 732 wyprodukowano w 1983 r., a produkcja w różnych seriach trwała do 1997 r., kiedy B 732 zastąpiono Karosą B 932. Łącznie wyprodukowano 4495 egzemplarzy Karosy B 732.
Autobusy B 732 eksploatowano w wielu miastach byłej Czechosłowacji. Na przykład w 1994 r. w Pradze kursowało ich 854, a 19 kwietnia 2013 r. zorganizowano oficjalny przejazd pożegnalny autobusów tego typu, kiedy na linię nr 122 wyjechał autobus nr 5885. Ostatnim liniowym autobusem był jednak B 732 nr 7096, który zakończył kursowanie w sierpniu 2014 r. W 2015 r. zakończyła się ich eksploatacja w Brnie, a w 2018 r. w Czeskich Budziejowicach. Ostatnim czeskim miastem, w którym eksploatowano typ B 732, był Havlíčkův Brod, gdzie 31 października 2019 r. autobus nr 1 przewiózł ostatniego pasażera. Przewoźnik Martin Uher miał rezerwowy autobus B 732 nr 1108, który w 2020 r. okazjonalnie wysyłał go na specjalną linię cyklobusową działającą w ramach praskiego związku komunikacyjnego (PID). Eksploatacja tego autobusu zakończyła się 16 sierpnia 2020 r., po czym został przenumerowany na 1136 i przekwalifikowany na zabytkowy. We wrześniu 2022 z powodu niedoboru kierowców na linii 171 w sieci PID pojawił się dawny pilzneński autobus nr 420 w ramach podwykonawstwa dla przewoźnika ČSAD Střední Čechy.
Na terenie Polski używane autobusy typu B 732 sprowadzone z Czech eksploatowano m.in. w Jastrzębiu-Zdrój, Rybniku, Lublinie.
W latach 90. XX wieku w zakładach Pyongyang Trolleybus Factory w Korei Północnej produkowano trolejbusy Ch’ŏllima-973 na bazie Karosy B 731, B 732 i C 734.